# Podkost
Podkost je vesnice ležící v Královéhradeckém kraji, v okrese Jičín. Spadá pod obec Libošovice, od které leží asi 1,5 km západním směrem. V katastrálním území vesnice se nachází také gotický hrad Kost.

## Historie
Vesnice Podkost byla založena v roce 1636.

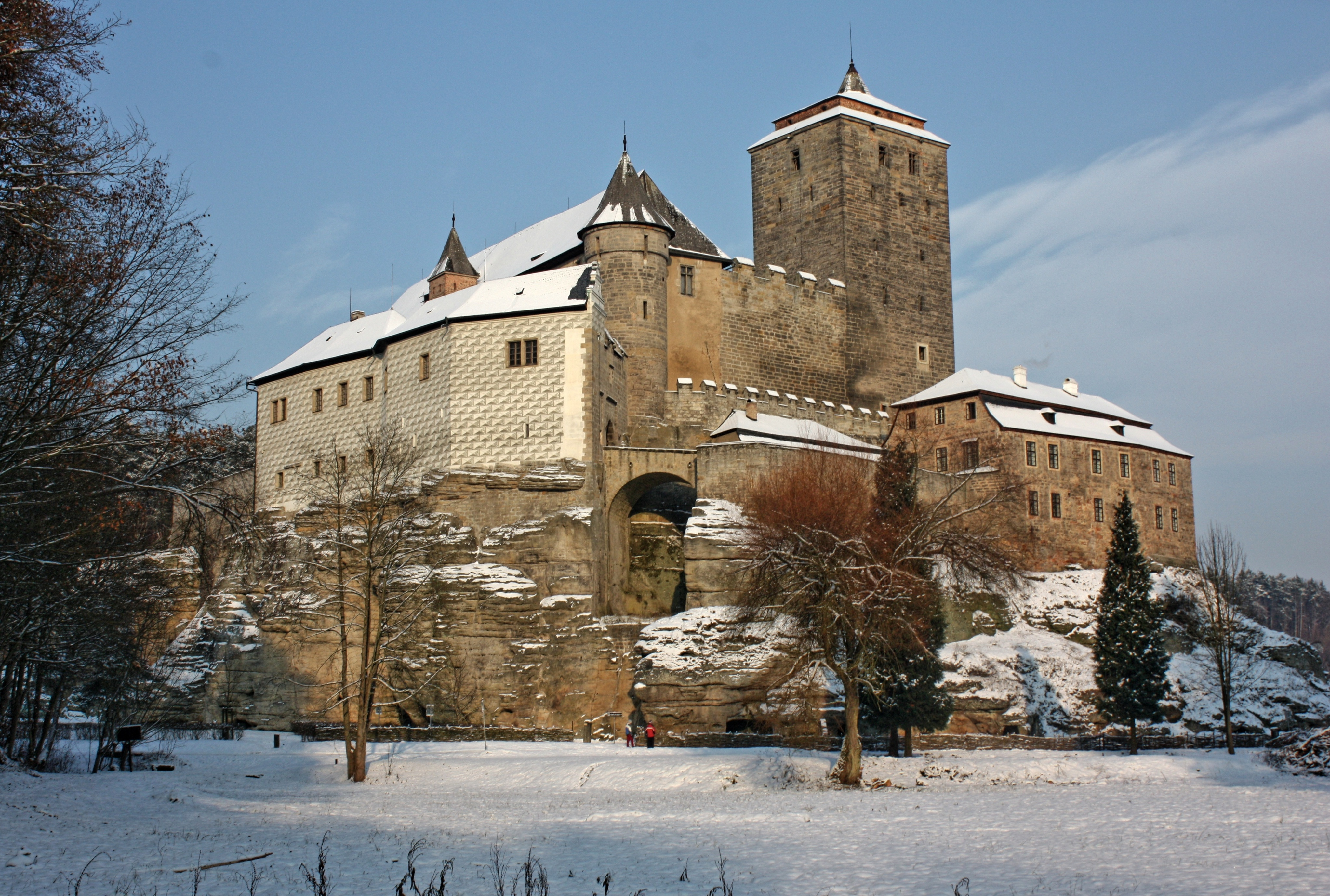
Hrad Kost

## Pamětihodnosti
- Hrad Kost, národní kulturní památka ČR
- Socha svatého Donáta, při průjezdní silnici naproti čp. 24
- Socha svatého Jana Nepomuckého, u bývalé Semtinské lípy
- † Semtinská lípa, památný strom
- Přírodní rezervace Údolí Plakánek